# Ma Changqing
Abdulla Ma Changqing (chinesisch 馬長慶 / 马长庆, Pinyin Mǎ Chángqìng; geboren im März 1936 in Dongxiang, Gansu; gestorben am 16. Juli 2018 in Xining, Provinz Qinghai) war ein chinesischer Imam aus der Dongxiang-Nationalität in der Dongguan-Moschee in Xining, der Hauptstadt der Provinz Qinghai in China, der größten Moschee dieser Provinz.
Ma Changqing war eine der politischen Persönlichkeiten der Volksrepublik China, einer der religiösen Führer des Islam in China und spiritueller Führer der nicht-sufischen Ihwan-Bewegung.  Er ist der Enkel von Ma Wanfu (1849–1934), dem Begründer des chinesischen islamischen Ihwan-Bewegung, die mehr oder weniger von der Wahhabi-Bewegung in Saudi-Arabien inspiriert war. Er war Mitglied des 11. und 12. Nationalkomitees der Politischen Konsultativkonferenz des chinesischen Volkes. Ma Changqing war Mitglied des Ständigen Ausschusses des Elften Nationalen Komitees der Politischen Konsultativkonferenz des chinesischen Volkes, stellvertretender Vorsitzender der Politischen Konsultativkonferenz der Provinz Qinghai und Vorsitzender der Islamischen Vereinigung von Qinghai. Er war Religionsvertreter im Ständigen Komitee des Elften  und Zwölften Nationalkomitees der Politischen Konsultativkonferenz des chinesischen Volkes. Ma Changqing erlangte landesweite Aufmerksamkeit, als er während der Eröffnungssitzung der 12.  Politischen Konsultativkonferenz des chinesischen Volkes (CPPCC) am 3. März 2014 in Peking in einer Schweigeminute für die Opfer des tödlichen Messerangriffs einheimischer islamistischer Terroristen im Bahnhof Kunming in der Provinz Yunnan nicht aufstand, um ihnen Respekt zu bezollen. Obwohl sich später herausstellte, dass er wegen altersbedingter Probleme im Rollstuhl saß, wurde der Moment von den chinesischen Bürgern nicht vergessen oder übersehen. Ma Changqing war der langjährige Imam der Dongguan-Moschee, an seiner Beerdigung nahmen mehr als 300.000 Muslime in der Moschee teil und er wurde auf dem muslimischen Friedhof in Xining beigesetzt.
Der chinesische Arabischprofessor und Islamexperte Xue Qingguo wird mit den Worten angeführt, dass nicht wenige religiöse Fundamentalisten unter den chinesischen Muslimen von Sayyid Qutb (1906–1966) und Abul A'la Maududi (1903–1979) beeinflusst worden seien und infolgedessen ihre Denkweise immer unflexibler werde.